# Cheurfa
Cheurfa est une commune de la wilaya d'Annaba en Algérie.

## Géographie
La commune de Cheurfa est située au centre de la wilaya d'Annaba.
|       | Berrahal, Sidi Amar |                      |
| Eulma | Cheurfa             | El Hadjar, Aïn Berda |
|       | Aïn Berda           |                      |